# Robert McCall
Robert „Rob” McCall (ur. 14 września 1958 w Halifax, zm. 15 listopada 1991 w Ottawie) – kanadyjski łyżwiarz figurowy, startujący w parach tanecznych z Tracy Wilson. Brązowy medalista igrzysk olimpijskich z Calgary (1988) i uczestnik igrzysk olimpijskich (1984), 3-krotny brązowy medalista mistrzostw świata (1986–1988) oraz 8-krotny mistrz Kanady (1981–1988).
W 1988 roku Wilson i McCall zdobyli pierwszy medal olimpijski dla Kanady w konkurencji par tanecznych.
Zmarł w wieku 33 lat na nowotwór mózgu będący powikłaniem AIDS.

## Życiorys
Po zakończeniu kariery amatorskiej w 1988 r., Wilson i McCall przez kolejne dwa lata występowali w zawodach profesjonalistów, zdobywając tytuł mistrzów świata profesjonalistów w 1990 roku. Para występowała także w rewiach łyżwiarskich m.in. Stars On Ice. Na początku 1990 roku  McCall zachorował na zapalenie płuc, zaś podczas leczenia zdiagnozowano u niego AIDS. Pomimo ówczesnych obaw społeczeństwa co do kontaktu z chorymi, Wilson kontynuowała występy z McCallem i obydwoje zachowali informację o jego chorobie w tajemnicy, aby móc dalej występować w Stanach Zjednoczonych, gdzie istniały restrykcyjne przepisy imigracyjne i celne zakazujące osobom chorym na AIDS wjazd do kraju. Jednak wkrótce Wilson i McCall musieli przerwać karierę profesjonalną ze względu na ciążę Tracy. W 1991 r. Wilson urodziła pierwsze dziecko, a stan zdrowia McCalla po raz kolejny uległ pogorszeniu. McCall zmarł 15 listopada 1991 roku na nowotwór mózgu będący powikłaniem AIDS. 21 listopada 1992 roku odbyła się rewia ku pamięci Roberta McCalla, gdzie Tracy Wilson (będąc w drugiej ciąży) dała swój ostatni pokaz solowy w karierze.

## Osiągnięcia

### Z Tracy Wilson
| Zawody                     | 81–82          | 82–83          | 83–84          | 84–85          | 85–86          | 86–87          | 87–88          |                |                |                |                |                |                |                |                |                |                |
| Międzynarodowe             | Międzynarodowe | Międzynarodowe | Międzynarodowe | Międzynarodowe | Międzynarodowe | Międzynarodowe | Międzynarodowe | Międzynarodowe | Międzynarodowe | Międzynarodowe | Międzynarodowe | Międzynarodowe | Międzynarodowe | Międzynarodowe | Międzynarodowe | Międzynarodowe | Międzynarodowe |
| -------------------------- | -------------- | -------------- | -------------- | -------------- | -------------- | -------------- | -------------- | -------------- | -------------- | -------------- | -------------- | -------------- | -------------- | -------------- | -------------- | -------------- | -------------- |
| Igrzyska olimpijskie       |                |                | 8              |                |                |                | 3              |                |                |                |                |                |                |                |                |                |                |
| Mistrzostwa świata         | 10             | 6              | 6              | 4              | 3              | 3              | 3              |                |                |                |                |                |                |                |                |                |                |
| Novarat Trophy             |                |                |                |                |                | 1              |                |                |                |                |                |                |                |                |                |                |                |
| Prague Skate               | 4              |                |                |                |                |                |                |                |                |                |                |                |                |                |                |                |                |
| Skate Canada International |                | 2              | 1              |                |                |                | 1              |                |                |                |                |                |                |                |                |                |                |
| St. Ivel International     |                | 4              |                | 1              |                |                |                |                |                |                |                |                |                |                |                |                |                |
| Ennia Challenge Cup        | 3              |                | 3              |                |                |                |                |                |                |                |                |                |                |                |                |                |                |
| Krajowe                    |                |                |                |                |                |                |                |                |                |                |                |                |                |                |                |                |                |
| Mistrzostwa Kanady         | 1              | 1              | 1              | 1              | 1              | 1              | 1              |                |                |                |                |                |                |                |                |                |                |

### Z Marie McNeil
| Zawody                                | 74–75          | 75–76          | 76–77          | 77–78          | 78–79          | 79–80          | 80–81          |                |                |                |                |                |                |                |                |                |                |
| Międzynarodowe                        | Międzynarodowe | Międzynarodowe | Międzynarodowe | Międzynarodowe | Międzynarodowe | Międzynarodowe | Międzynarodowe | Międzynarodowe | Międzynarodowe | Międzynarodowe | Międzynarodowe | Międzynarodowe | Międzynarodowe | Międzynarodowe | Międzynarodowe | Międzynarodowe | Międzynarodowe |
| ------------------------------------- | -------------- | -------------- | -------------- | -------------- | -------------- | -------------- | -------------- | -------------- | -------------- | -------------- | -------------- | -------------- | -------------- | -------------- | -------------- | -------------- | -------------- |
| Mistrzostwa świata                    |                |                |                |                |                | 13             | 13             |                |                |                |                |                |                |                |                |                |                |
| Skate Canada International            |                |                |                | 8              | 8              |                | 3              |                |                |                |                |                |                |                |                |                |                |
| Ennia Challenge Cup                   |                |                |                |                |                | 7              |                |                |                |                |                |                |                |                |                |                |                |
| Międzynarodowe: Kategorie młodzieżowe |                |                |                |                |                |                |                |                |                |                |                |                |                |                |                |                |                |
| Mistrzostwa świata juniorów           |                |                | 3              |                |                |                |                |                |                |                |                |                |                |                |                |                |                |
| Krajowe                               |                |                |                |                |                |                |                |                |                |                |                |                |                |                |                |                |                |
| Mistrzostwa Kanady                    | 2 N            |                | 1 J            | 3              | 3              | 2              | 1              |                |                |                |                |                |                |                |                |                |                |

## Nagrody i odznaczenia
- Order Kanady – Członek (Member) – 1988[3]